# Пеги Липтон
Маргарет Ен Липтон (енгл. Margaret Ann Lipton; 30. август 1946 — 11. мај 2019) била је америчка глумица, модел и певачица, најпознатија по улози у серији The Mod Squad.